# Ballston (Nueva York)
Ballston es un pueblo ubicado en el condado de Saratoga en el estado estadounidense de Nueva York. En el año 2000 tenía una población de 8729 habitantes y una densidad poblacional de 123 personas por km².

## Geografía
Ballston se encuentra ubicado en las coordenadas 42°57′12″N 73°52′29″O / 42.95333, -73.87472.

## Demografía
Según la Oficina del Censo en 2000 los ingresos medios por hogar en la localidad eran de $54 845, y los ingresos medios por familia eran $61 709. Los hombres tenían unos ingresos medios de $44 365 frente a los $30 918 para las mujeres. La renta per cápita para la localidad era de $24 206. Alrededor del 4.6% de la población estaban por debajo del umbral de pobreza.